# ANBO-II
АНБО-II (лит. ANBO-II) — литовский учебно-тренировочный самолёт конструкции Антанаса Густайтиса (лит. Antanas Gustaitis).

## Аварии и катастрофы

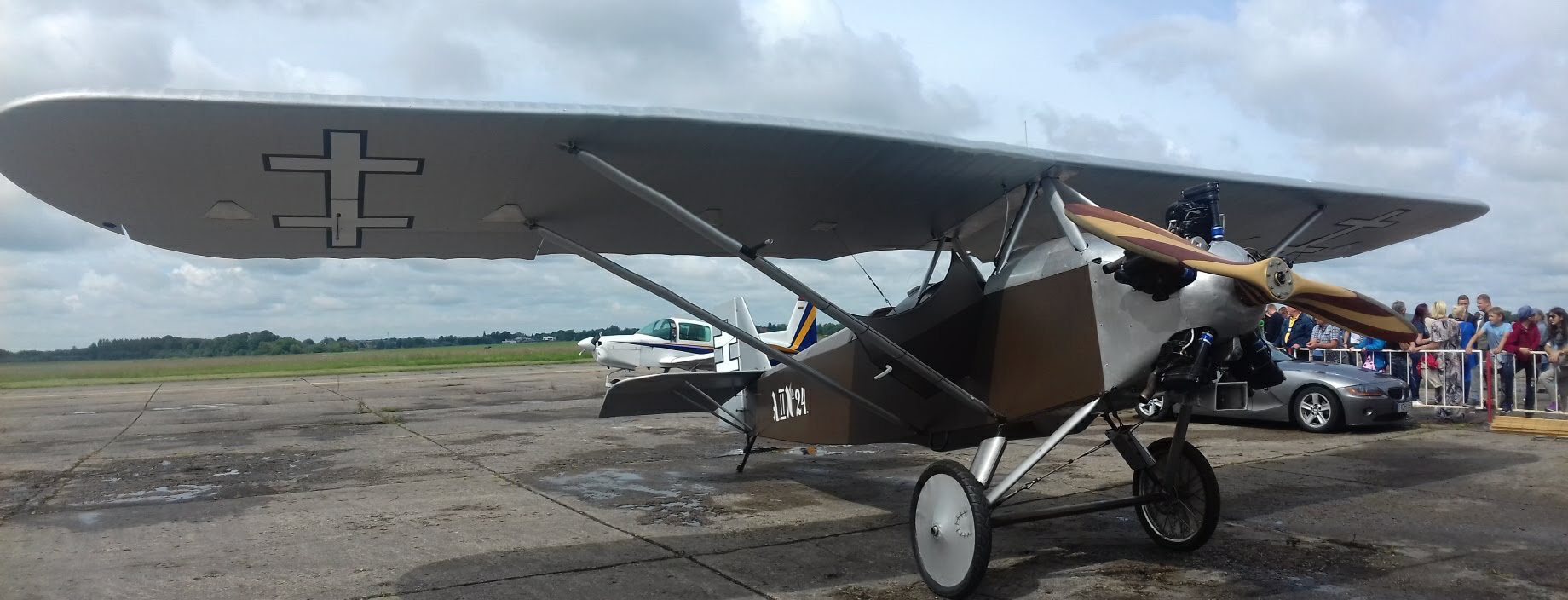
Реплика ANBO-II на Авиашоу в Каунасе. 2018 год

26 августа 1934 года ANBO-II из-за сильных перегрузок разрушился в воздухе. Из-за экономии денег со стороны Литовского аэроклуба пилот не был обучен должным образом и совершил роковую ошибку – во время полёта он перевернул самолёт «на спину», из-за чего верхняя полка лонжеронов крыльев не выдержала таких сильных отрицательных нагрузок и сломалась. Самолётом управлял Вацловас Йуодис (лит. Vaclovas Juodis). он погиб на месте.
7 августа 2021 года, около 13:30 по местному времени, реплика ANBO-II, построенная в 2016–2018 годах, из-за отказа двигателя вскоре после взлёта (примерно через 30 секунд) упала возле аэродрома Цесис (Латвия). Пилот погиб на месте, пассажир получил травмы и был госпитолизирован. Пилотировал самолётом руководитель проекта реплики – Арвидас Шабринскас (лит. Arvydas Šabrinskas).